# Limnebius hieronymi
Limnebius hieronymi är en skalbaggsart som beskrevs av Vorst 2006. Limnebius hieronymi ingår i släktet Limnebius och familjen vattenbrynsbaggar. Inga underarter finns listade i Catalogue of Life.